# Pangai-noon
Pangai-noon (Gangrouquan, 刚柔拳) uno stile di kung fu che appartiene alla classificazione geografica della categoria Nanquan. Insegnato da Shu Shi Wa, costituì le basi per il karate Uechi-ryū. Il nome Pangai-noon indica che le tecniche dell'arte sono metà dure, e metà morbide, e deriva dalla pronuncia di Okinawa del cinese originario.

## La Trasmissione ad Okinawa
Pangai-noon corrisponderebbe a Gangrou in Cinese e a Gōjū in Giapponese, tanto che questo stile in giapponese sarebbe chiamato Gōjū-ryū (剛柔流, in cinese Gangrouliu).
Secondo Bishop, Shu Shi Wa (1869-1945) fu un insegnante e venditore ambulante di medicinali della provincia cinese di Fujian. La sua vita non è documentata in seguito al probabile collegamento con la società segrete che lavoravano per il rovesciamento della dinastia Qing e il ritorno alla dinastia Ming.
Per Hokama il più famoso studente di Shu fu Kanbun Uechi, un okinawense che rimase con lui dal 1897 al 1904. Nel 1904 quando ottenne il grado di istruttore anziano, Uechi aprì un dojo a Nansoye. Continuò a far visita a Shu Shi Wa ogni anno, fino Okinawa nel 1909. Uechi studiò con Shu Shi Wa per 13 anni.
La tecnica Pangai-noon si basava su parate morbide ed attacchi duri. Uechi imparò tre kata Pangai-noon: Sanchin, Seisan e Sanseirui; egli non stette abbastanza a lungo con Shu Shi Wa per imparare il Supārinpei. Si dice che il Pangai-noon fosse il più veloce fra gli stili cinesi di quell'epoca.

## Fonti Cinesi
Secondo Yang Liping lo stile è stato tramandato a Wenzhou 温州 da Yang Shaoshui (杨绍水,1890-1968), che lo aveva appreso da Xu Yuzhao (徐玉招), probabilmente il Shu Shi Wa della tradizione di Okinawa. Yang insegnò al proprio figlio, Yang Zhiguang (杨志光, 1917-1994), ed a svariati discepoli tra cui Mei Yiben (梅益本).
Il Gangrouquan è anche chiamato Gangroufa 刚柔法, cioè Metodo Inflessibile Flessibile. Yang Yong scrive che è popolare anche con i nomi Gongrou (功柔, conseguire la flessibilità), Gongchou (公仇, vendetta pubblica), Gongrou (攻柔, Attacco Flessibile) e Gangrou (刚柔). Per lui, che descrive quanto sarebbe riportato nel Nanquan Gangroufa 南拳刚柔法, un antico Registro del Pugilato, questo pugilato è stato tramandato in epoca della dinastia Qing da Li Nanqin 李南琴 e Li Shouhan 李守汉, rispettivamente padre e figlio. Essi lo avrebbero appreso dal monaco Buddista Leixing Heshang 雷行和尚, del monastero Shaolin del Fujian, ma non vi sono fonti storiche attendibili a confermare questo fatto, fonti, come i Cangnan Xianzhi 苍南县志, che invece parlano di Li Nanqin. Sempre secondo Yang Yong, il maestro Yang Jishu 杨继树 avrebbe raccontato che nel 1820 il tempio Shaolin di Putian 莆田 nel Fujian fu dato alle fiamme. Il mercante di abiti Hu Yuancai 胡元财, in questo periodo onorò come suo maestro un Monaco Soldato che aveva abbandonato il Tempio. In seguito Hu trasmise le proprie conoscenze a Hu Zhenmu 胡振木, Yang Guangxing 杨光行, Xu Yuzhao 徐玉招. Questa ricostruzione si ricollega a ciò che racconta Yang Liping.
Un'altra versione è riferita dal maestro Lin Zhuangeng 林传庚: il monaco Zhiwu Chanshi 至悟禅师 fuggì nella zona di Pingyang 平阳 dove prese come discepolo un abitante del luogo che si chiamava Huang Zhengtong 黄正铜 insegnandogli il Gangrou Quanfa. il discepolo preferito di Huang fu Lin Kemiao (林可淼,1889－1998）, nonno di Lin Zhuangeng. Secondo i praticanti di Jinxiang 金乡(area di Cangnan 苍南) che seguono gli insegnamenti di Wang Kuizeng 王奎增 questo stile sarebbe stato portato nella loro città dal Jiangxi 江西.
Anche in questi racconti si possono individuare tre rami di Gangrouquan che però secondo Yang Yong hanno sequenze e modalità di eseguirle molto simili, riconducendole ad un'unica origine.

### Sequenze
Yang Liping elenca queste sequenze (Taolu) come appartenenti al Wenzhou Gangrouquan: Liquan (礼拳,Pugilato Rituale); Liulu Quanniang (六路拳娘,Pugilato mamma in sei sequenze); Xicai (习踩, allenare i passi); Sanbu (三步, tre passi); Sibu (四步, quattro passi); Da Sibu (大四步, Grandi Quattro Passi); Wubu (五步, Cinque Passi); Qibu (七步, Sette Passi); ecc.
L'articolo Yinyong Nanquan invece fornisce questo elenco: Chuanquan (船拳, Pugilato del Battello); Zhanzhanquan (斩战拳, Pugilato che Spacca la Guerra), Shizi Zhanzhanquan (十字斩战拳, Pugilato che Spacca la Guerra a Forma di Croce), Caishou Zhanzhanquan (裁手斩战拳), Xiao Sanzhan (小三战), Zhong Siping (中四平), Xiao Wuzhi (小五指), ecc.